# Exomalopsis paraguayensis
Exomalopsis paraguayensis är en biart som beskrevs av Carlos Schrottky 1909. Exomalopsis paraguayensis ingår i släktet Exomalopsis och familjen långtungebin. Inga underarter finns listade i Catalogue of Life.